# Prințesa Elisabeta a Marii Britanii
A nu se confunda cu Prințesa Elisabeta a Regatului Unit

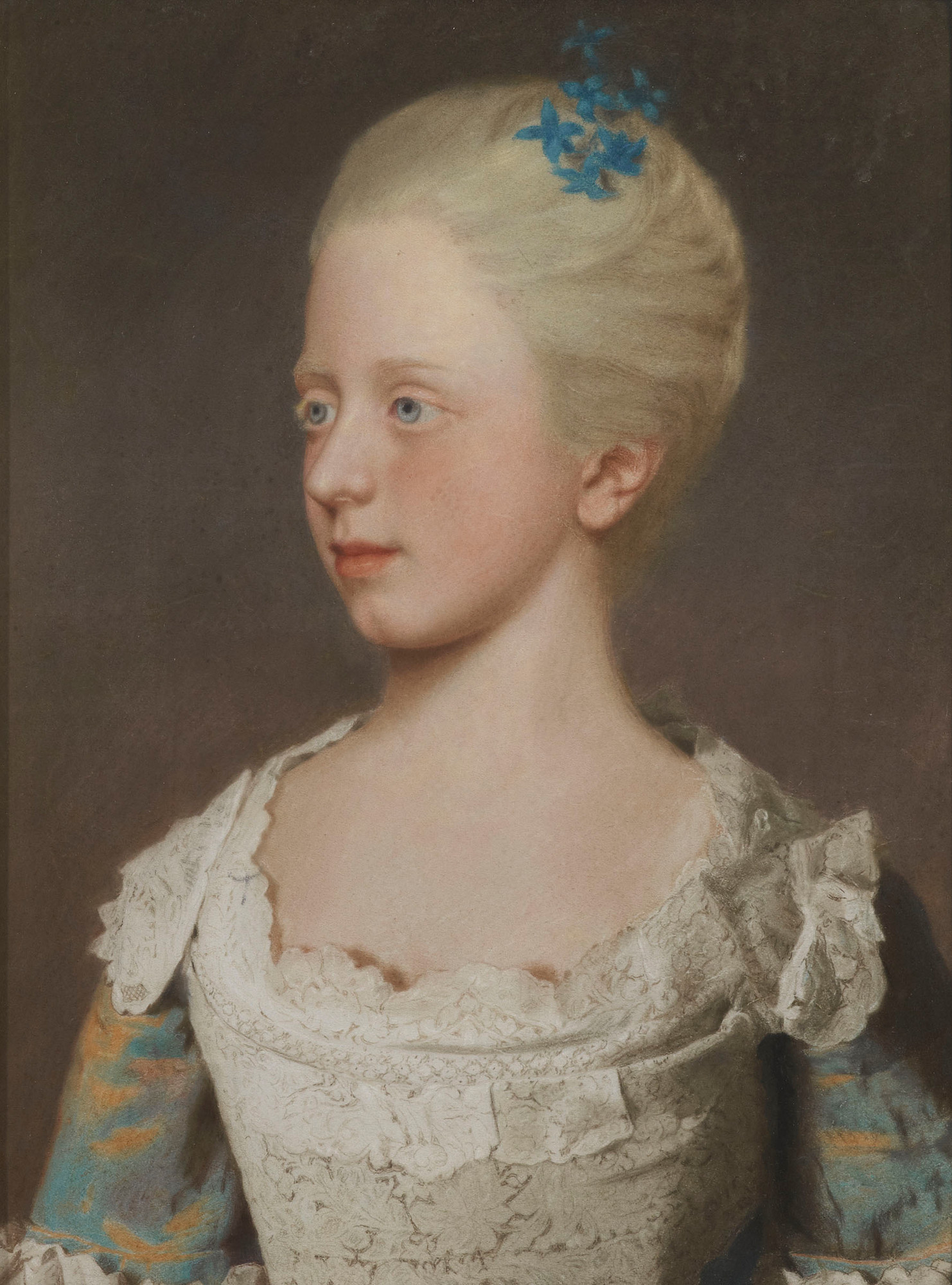
Prințesa Elisabeta a Marii Britanii

Prințesa Elisabeta  (Elizabeth Caroline; 10 ianuarie 1741 – 4 septembrie 1759) a fost membră a Familiei regale britance, nepoată a regelui George al II-lea și sora regelui George al III-lea.

## Biografie
Prințesa Elisabeta s-a născut la Casa Norfolk, Westminster. Tatăl ei era Frederic, Prinț de Wales, fiul cel mare al regelui George al II-lea și al reginei Caroline. Mama ei era Prințesa Augusta de Saxa-Gotha, fiica Ducelui Frederic al II-lea de Saxa-Gotha-Altenburg. A fost botezată 25 de zile mai târziu de episcopul de Oxford. Nașii ei au fost Karl Wilhelm Friedrich, Margraf de Brandenburg-Ansbach (reprezentat de Lordul Baltimore), regina Danemarcei Sofia Magdalena de Brandenburg-Kulmbach (reprezentată de vicontesa de Irvine) și ducesa de Saxa-Meiningen (reprezentată de Lady Jane Hamilton)
A murit la vârsta de 18 ani, la Palatul Kew din Londra și a fost înmormântată la Westminster Abbey.